# Thabang Glass
Thabang Glass (ur. 29 marca 1983 w Maseru) – lesotyjski koszykarz, uczestnik Mistrzostw Afryki 2005.
W 2005 roku wziął udział w Mistrzostwach Afryki, gdzie reprezentacja Lesotho odpadła już po rundzie eliminacyjnej. Podczas tego turnieju wystąpił w czterech meczach, w których zdobył 54 punkty (najlepiej punktujący zawodnik swojej ekipy). Zanotował także trzy przechwyty, jeden blok oraz osiem zbiórek ofensywnych i dziesięć zbiórek defensywnych. Ponadto ma na swym koncie także siedemnaście fauli i dziewięć strat. W sumie na parkiecie spędził około 134 minuty.